# تيم بوب
تيموثي مايكل بوب (بالإنجليزية: Timothy Michael Pope)‏ هو مخرج بريطاني ولد بتاريخ 12 فبراير 1956.

## وصلات خارجية
تيم بوب على موقع IMDb (الإنجليزية)
- تيم بوب على موقع ألو سيني (الفرنسية)
- تيم بوب على موقع ميوزك برينز (الإنجليزية)
- تيم بوب على موقع أول موفي (الإنجليزية)
- تيم بوب على موقع أول ميوزيك (الإنجليزية)
- تيم بوب على موقع ديسكوغز (الإنجليزية)
- تيم بوب على موقع قاعدة بيانات الفيلم (الإنجليزية)
- تيم بوب على موقع كينوبويسك (الروسية)